# Antonia Bennett
Antonia Bennett, née le 12 février 1990 à Lakeland (Floride), est une joueuse de basket-ball américaine.

## Biographie
Diplômée de Florida a&M, elle fait ses débuts professionnels en Pologne à Lotos Gdynia avec 14,5 points en 16 rencontres, puis rejoint Nantes en tant que joker médical de Sarah Michel.

## Parcours
- 2008-2012 :  Rattlers de Florida A&M Lady
- 2012-2013 :  Lotos Gdynia
- 2013-2013 :  Nantes-Rezé